# Desa Pawenang (administrativ by i Indonesien, lat -6,70, long 107,52)
Desa Pawenang är en administrativ by i Indonesien.   Den ligger i provinsen Jawa Barat, i den västra delen av landet, 90 km sydost om huvudstaden Jakarta.